# 松橋周平
松橋 周平（まつはし しゅうへい、1993年11月24日 - ）は、ジャパンラグビーリーグワンリコーブラックラムズ東京に所属するラグビー選手でチームの共同主将。

## プロフィール
- 長野県長野市出身。
- ポジションはナンバーエイト(No.8)。
- 身長 180 cm、体重 99 kg
- ニックネームはしゅうへい。
- 日本代表キャップは8。（2017年6月現在）

## 略歴
小学1年生からラグビーを始めた。 中学3年生まで、長野市少年少女ラグビースクールに所属。
2012年、市立船橋高校卒業後、明治大学に入る。
2016年、明治大学卒業後、リコーブラックラムズ(現・リコーブラックラムズ東京)に加入。同年8月27日に行われたジャパンラグビートップリーグ第1節のNECグリーンロケッツ戦に先発出場で公式戦初出場を果たす。また同年11月5日に行われたリポビタンDチャレンジカップ2016アルゼンチン戦にて途中出場で日本代表初キャップを獲得し、同年12月にはスーパーラグビーサンウルブズの2017年スコッドに入った。
2018年、リコーブラックラムズの副将に就任。
2020年、リコーブラックラムズの主将に就任。

## 受賞歴
- 2016-17トップリーグ新人賞 ベストフィフティーン